# Las invisibles
Las invisibles és una sèrie de televisió per internet espanyola de comèdia dramàtica creada per Héctor Lozano per a SkyShowtime. És protagonitzada per Lolita Flores, María Pujalte, Yoshira Escárrega, Paula del Río, Paula Mirá, Yaël Belicha i Elena Irureta. Està programada per a estrenar-se en la plataforma el 5 de juny de 2023.

## Argument
La sèrie conta la història de cinc dones que treballen de cambreres de pis en un hotel de luxe en la Costa Brava, havent de bregar amb les dures condicions de treball mentre intenten refer les seves pròpies vides.

## Repartiment

### Principal
- Lolita Flores com Esperanza "Espe" Medina García
- María Pujalte com Isabel "Isa" Becerra
- Yoshira Escárrega com Gladys Alvarado
- Yaël Belicha com Mapi
- Paula del Río com Marisa Parra
- Paula Mirá com Saray Romero López

amb la participació de
- Elena Irureta com Pilar Montes Parra

### Secundari
- Alfonso Lara com Juan
- Oriol Tarrasón com Diego Altarriba
- José Troncoso com Jesús (Episodi 1 - Episodi 3)
- Manu Fullola com Claudio (Episodi 1 - Episodi 3)
- Martí Cordero com Martín
- Víctor Massán com Germán (Episodi 1 - Episodi 2; Episodi 4)
- Eva Martín com Alicia (Episodi 1 - Episodi 2; Episodi 4)
- Angie Savall com Tere
- Lupe Cano com Benita
- Jessica Serna com Elena
- Alex Rodés Torà com Pablo
- Marina Campos Albiol com Laura (Episodi 1; Episodi 3)
- Ramon Pros com Matias (Episodi 1; Episodi 3 - Episodi 4)
- Anthony Rotsa com Kostas (Episodi 1)
- Carlos Indriago com Julián (Episodi 1; Episodi 3)
- Lina Forero com Eva (Episodi 1; Episodi 3)
- Blanca Martínez com Sonia (Episodi 1; Episodi 4)
- Pepa López com Manuela (Episodi 2)
- Jordi Coll com Iván Ferré (Episodi 3)

## Episodis
| Núm. | Títol                 | Direcció   | Guió                      | Data d'emissió original |
| ---- | --------------------- | ---------- | ------------------------- | ----------------------- |
| 1    | «Sirtaki»             | Menna Fité | Héctor Lozano             | 5 de juny de 2023       |
| 2    | «Mambo»               | Menna Fité | Héctor Lozano             | 12 de juny de 2023      |
| 3    | «Pop melódico»        | Menna Fité | Héctor Lozano             | 19 de juny de 2023      |
| 4    | «Baile en línea»      | Menna Fité | Héctor Lozano y Eva Baeza | 26 de juny de 2023      |
| 5    | «Claqué»              | Menna Fité | Sense determinar          | 3 de juliol de 2023     |
| 6    | «Danza contemporánea» | Menna Fité | Héctor Lozano y Eva Baeza | 10 de juliol de 2023    |
| 7    | «Balada»              | Menna Fité | Héctor Lozano y Eva Baeza | 17 de juliol de 2023    |
| 8    | «Pasodoble»           | Menna Fité | Héctor Lozano y Eva Baeza | 24 de juliol de 2023    |

## Producció
El 24 de novembre de 2020, les productores Morena Films i ViacomCBS International Studios van anunciar la preparació d'una sèrie titulada Las Kellys, la qual va ser creada per Héctor Lozano, llavors sense repartiment anunciat o cadena o plataforma de distribució. Al maig de 2022, es va anunciar que el rodatge de la sèrie, canviada de nom com Las invisibles, havia començat aquest mateix mes, i que estaria protagonitzada per Lolita Flores, María Pujalte, Yoshira Escárrega, Paula del Río, Paula Mirá, Yaël Belicha i Elena Irureta. El juliol de 2022, es va confirmar que el rodatge de la sèrie havia acabat.

## Llançament i màrqueting
Al maig de 2022, la plataforma de streaming estatunidenca Paramount+ va anunciar que distribuiria la sèrie, i al març de 2023 va aclarir que a Espanya s'estrenaria en el seu equivalent europeu, SkyShowtime, com la segona sèrie espanyola original de la plataforma després de Bosé. Al maig de 2023, SkyShowtime va revelar el tràiler i el pòster i va anunciar que s'estrenaria en la plataforma el 5 de juny de 2023.